# Медицинска школа „Др Миодраг Лазић”
Медицинска школа „Др Миодраг Лазић“ у Нишу је једна од најстаријих средњих стручних школа у области здравства и социјалне заштите Републике Србије.
Школа је основана 27.11.1946. године а име народног хероја „Др Миленко Хаџић“ добила је  12.12.1958. године. Дана 24.06.1963. године откривена је спомен-биста др Миленка Хаџића. 
Од 01.09.2021. године школа носи име нишког хирурга Миодрага Лазића.

## О школи
Школа тренутно има 32 одељења и верификована је за следеће образовне профиле здравства и социјалне заштите у четворогодишњем трајању:
- Медицинска сестра-техичар
- Медицинска сестра-васпитач
- Педијатријска сестра-техничар
- Стоматолошка сестра-техничар
- Физиотерапеутски техничар
- Лабораторијски техничар
- Фармацеутски техничар

Теоријска настава изводи се у главној школској згради а вежбе изводе у помоћној згради. У трећем и четвртом разреду настава и вежбе се изводе у здравственим установама, институтима и апотекама
Наставу изводи 88 наставника са научним и педагошким звањима. Школа у процесу образовања сарађује са многим факултетима Универзитета у Нишу. Поред тога школа сарађује и са цивилним сектором у области наставних и ваннаставних активности

## Признања
Школа је током година добијала многа признања за квалитетан рад међу којима и Награду града Ниша „11. јануар“.
Ђаци школе већ годинама постижу одличне резултате у такмичењима у знању и спортским активностима на нивоу града и републике.